# Baumbesetzung

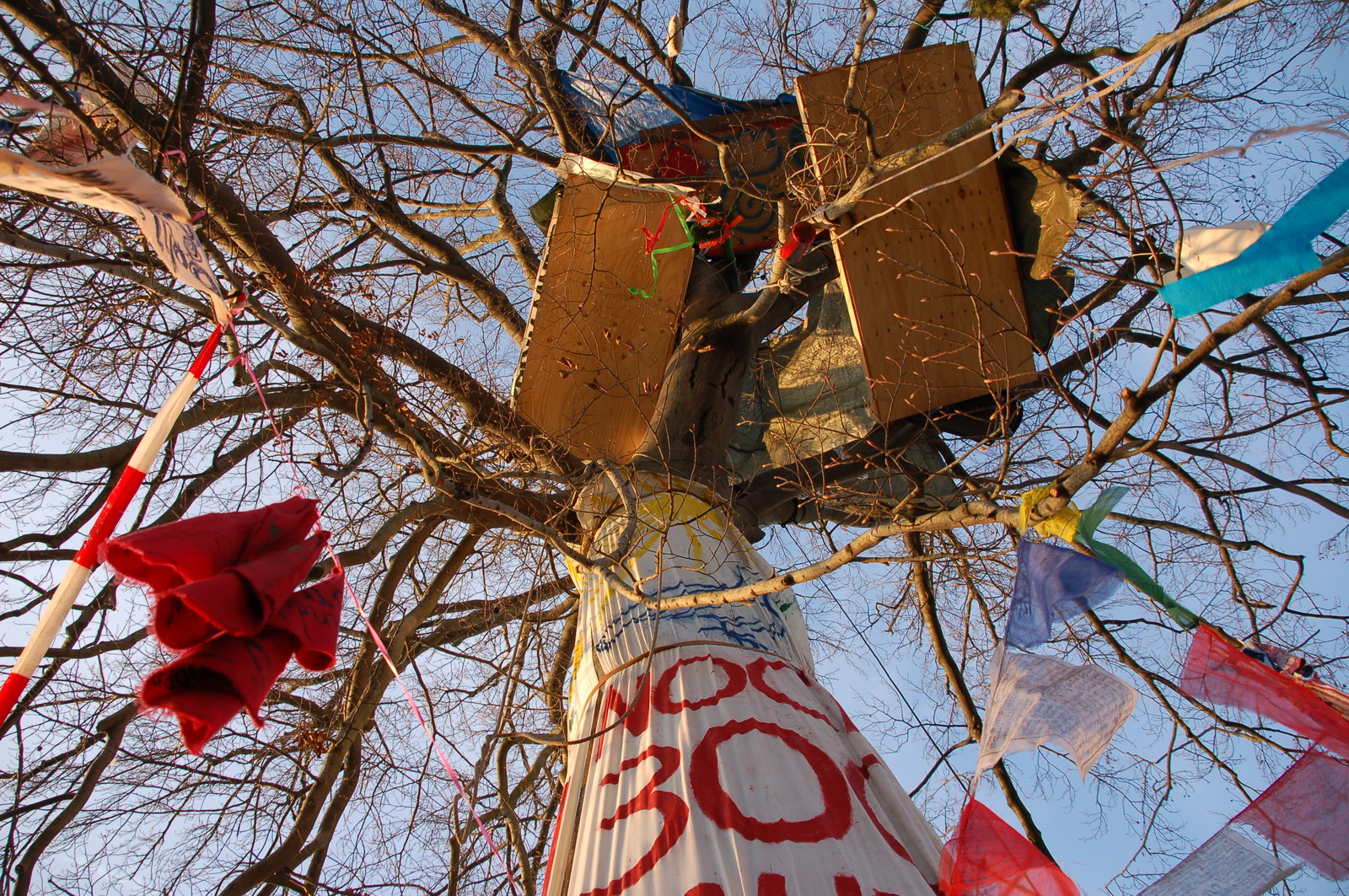
Die 2010 durch Robin Wood gegen den Bau der Waldschlößchenbrücke besetzte Rotbuche in Dresden

Eine Baum- oder Waldbesetzung wurde erstmals 1969 in den USA praktiziert und ist eine meist öffentlichkeitswirksame Aktionsform von Umweltschützern, mit der die Rodung von Bäumen verhindert werden soll. Aufgrund der Gefahren beim Baumklettern und des hohen Aufwands zur Räumung derartiger Blockaden, ist die Aktionsform sehr öffentlichkeitswirksam. Mit der Besetzung von Bäumen soll auch symbolisch auf eine drohende Zerstörung von Naturräumen hingewiesen werden. Baumbesetzung ist eine Protestform der Direkten Aktion. Gesetzesverstöße werden von den Besetzenden oft in Kauf genommen. In der Regel finden Baumbesetzungen unmittelbar vor zu erwartenden Fällungen statt.

## Technik
Die einfachste Form einer Baumbesetzung ist das Erklettern eines Baumes vor dessen Rodung. Weitere Techniken sind das Einhängen in Hängematten und die Errichtung von Plattformen zum Aufenthalt. Häufig werden in Bäumen Baumhäuser errichtet und von Besetzern dauerhaft bewohnt.
Im Rahmen Rechtsgüterabwägung wird eine Gefahr für das Leben des Baumbesetzers gesehen. Folglich wird in der Regel die Polizei hinzu gezogen, um Baumbesetzer zu entfernen. In Deutschland ist aus versicherungstechnischen Gründen ab einer Höhe von 3,50 m der Einsatz von Höheninterventionsteams, sogenannte „Klettercops“, nötig, um Aktivisten zu entfernen. In der Regel sind dies SEK-Beamte. Diese sollen den Baumbesetzer mit Techniken der professionellen Höhenrettung aus dem Baum räumen.
Die Räumung einer Baumbesetzung ist sehr zeitaufwändig. Je höher Aktivisten sitzen, desto schwereres Gerät muss herangeführt werden. In der Regel kommen Hebebühnen zum Einsatz. Diesen Fakt machen sich die Besetzer zunutze, um der Presse und Öffentlichkeit spektakuläre Bilder zu liefern. In der Regel kann und soll eine Baumbesetzung viel öffentliches Interesse auf einen bestimmten Themenkomplex lenken.
Um rund um die Uhr im Baum bleiben und sich erholen zu können, verwenden Aktivisten häufig Hängematten in der Höhe. Wenn es genügend Zeit und Spenden gibt, errichten die Besetzer auch Baumhäuser und Plattformen, die sie teilweise ganzjährig bewohnen.

## Beispiele

### Australien
- Im Dezember 1983 besetzten Mitglieder der Nomadic Action Group Bäume, um deren Fällung für den Bau der Cape Tribulation to Bloomfield Road in North Queensland zu verhindern.[4] Einige Aktivisten blieben bis zu einer Woche in ihren Hängematten in den Bäumen.

### Deutschland
Seit der Besetzung des Dannenröder Waldes im Jahr 2019 richten sich die Besetzungen meist gegen den Klimawandel und fordern eine Verkehrswende. Einzelne Infrastrukturprojekte werden als Symptom und Ursache globaler Probleme verstanden und deswegen blockiert. Die Aktivisten sprechen sich gegen die angeblich feudalen Strukturen im gegenwärtigen Wirtschaftssystem aus. Die Aktivisten fordern die praktische Gleichheit aller Menschen, da meist farbige, außereuropäische Menschen, sowie weibliche Personen besonders unter den Auswirkungen der Klimakrise, aber auch unter den gegenwärtigen, globalen Gesellschaftsstrukturen leiden würden.
- 2009 fand im Kelsterbacher Wald eine Baumbesetzung gegen den Bau der vierten Startbahn des Flughafens Frankfurt statt.[6]
- Im Winter 2009/2010 besetzten und bewohnten Anwohner im Hamburg-Altonaer Gählerpark, unterstützt von Robin Wood, über drei Monate fünf Bäume. Damit verhinderten sie die von Vattenfall Europe geplanten Fällungen von rund 400 Bäumen für den Bau einer Abwärmeleitung für das im Bau befindliche Kohlekraftwerk Moorburg.[7]
- 2010 besetzten zwischen vier und elf Mitglieder der Aktionsgemeinschaft Robin Wood für 34 Tage eine fast 300-jährige Rotbuche in Dresden, um damit den Bau der Waldschlößchenbrücke zu verhindern. Der besetzte Baum wurde schließlich von einem Spezialeinsatzkommando der Polizei geräumt und anschließend gefällt.[8]
- Am 30. September 2010 kam es beim „Schwarzen Donnerstag“ im Rahmen des Widerstands gegen S21 zur gewaltsamen Räumung der Baumbesetzungen im Stuttgarter Schlossgarten.[9]
- Seit 2012 fanden nahezu durchgehend bis zur Räumung 2018 im Hambacher Forst Baumbesetzungen statt, vereinzelt auch danach bis zur juristischen Aufarbeitung der Räumung. Die Besetzung des Hambacher Forstes richtete sich gegen die Abbaggerung des Waldes zugunsten der Erweiterung des Braunkohletagebaus Hambach der RWE Power.
- Von Januar bis November 2018 fanden im Treburer Oberwald östlich des Flughafens Frankfurt Baumbesetzungen statt,[10] wiederum unterstützt von Robin Wood,[11] um damit den Bau eines Autobahnzubringers zur Bundesautobahn 5 für das im Bau befindliche Terminal 3 zu verhindern.[12]
- Seit dem August 2019 gab es ein Baumhausdorf im Osterholz in Wuppertal-Vohwinkel, das im Januar 2022 geräumt wurde. Die Aktivisten demonstrierten gegen die Rodung eines Waldstücks zur Erweiterung der Kieshalde der Firma Oetelshofen.[13]
- Seit 1. Oktober 2019 fanden Baumbesetzungen im Dannenröder Wald durch ca. 100 Menschen statt. Sie wollten den Wald vollständig erhalten und eine Rodung durch den Bau der Bundesautobahn 49 verhindern. Das Protestcamp erhielt hessen- und bundesweite Aufmerksamkeit.[14][15]

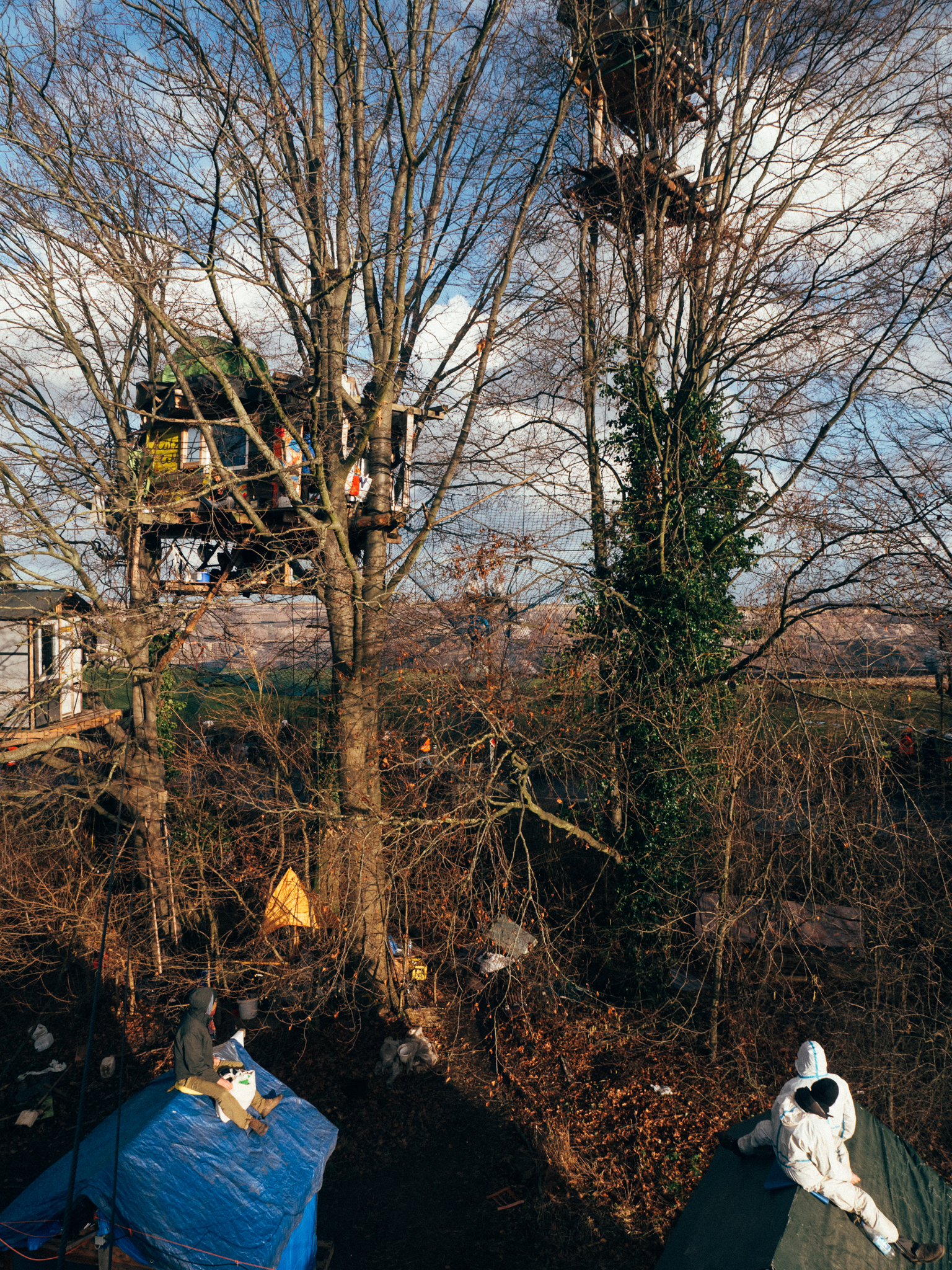
Baumhäuser in Lützerath

- Seit 2020 war der noch bestehende Teil des Dorfes Lützerath von der Klimabewegung besetzt, um die Erweiterung des Braunkohletagebaus Garzweiler durch den Energiekonzern RWE zu verhindern.[16][17] Hierfür wurden auf dem Grundstück auf einigen Bäumen Baumhäuser errichtet.[18] Das Dorf und die Baumhäuser wurden im Januar 2023 von der Polizei geräumt.
- Ab dem 16. Februar 2020 besetzten die „Baumpirat*innen“[19] den sogenannten „Tesla-Wald“ in Grünheide. Am nächsten Tag wurde die Besetzung durch die Polizei geräumt[20]. Am 21. Februar 2020 wurde der Wald wiederbesetzt[21] und am gleichen Tag wieder durch die Polizei geräumt. Die Besetzung richtete sich gegen den Bau der Gigafabrik von Tesla und die damit verbundene Rodung des Forsts.
- Im September 2020 fand eine Baumbesetzung unter dem Titel „Unser aller Wald“ am Dorf Keyenberg am Rande des Braunkohletagebaus Garzweiler II statt.[22] Sie richtete sich gegen den Abriss des Dorfes und die Rodung der Bäume zur Erschließung der Braunkohle durch den Energiekonzern RWE, der 2022 von den Abrissplänen Abstand nahm.
- Im Februar 2021 wurde ein Protestcamp im Altdorfer Wald („Alti bleibt“) bei Ravensburg errichtet, um gegen ein drohendes Kiesabbauvorhaben zu protestieren.[23]
- Die „Grüne Lunge“, eine Kleingartensiedlung in Frankfurt, wurde im März 2021 aus Protest gegen die Rodung von 1000 Bäumen zur Errichtung eines Immobilienkomplexes besetzt.[24] Baumhäuser und Tripods sollen auf den Klimawandel sowie Immobilienspekulation und gesellschaftliche Feudalstrukturen manifestiert im Immobiliensektor[25] aufmerksam machen.
- Seit Mai 2021 haben Menschen ein Waldstück in Trier-Zewen unter dem Titel „Besch bleibt“ besetzt.[26] Der Protest richtet sich gegen „den Bau einer neuen Bundesstraße zwischen Konzerbrück (Umgebung Konz-Könen) über eine Brücke durch das geschlossene Waldgebiet zwischen Trier-Zewen und Igel bis zur A64 in Höhe Herrestal“,[27] welcher im Plan vom Moselaufstieg enthalten ist.[28]
- Gegen den geplanten Bau der A20 wurde das Waldgebiet Garnholter Büsche bei Westerstede im Mai 2021 auf dem ersten Bauabschnitt besetzt. Die Aktion unter dem Titel „Garni“ endete im Mai 2021 während sich Plattformen noch im Bau befanden.[29] Einige Aktivisten wurden von der Polizei überrascht und überredet, das Waldstück ohne strafrechtliche Konsequenzen zu verlassen. Kurz nach der Räumung wurde das A20 Camp errichtet und somit eine Wiese auf dem zukünftigen Verlauf der A20 in Westerstede besetzt.[30] Im November 2021 wurde der Garnholter Wald wieder besetzt.[31] Die Besetzung nennt sich Nimmerland.[32] Im Juli 2022 hat das Bundesverwaltungsgericht erstmal den Bau des ersten Abschnitts gestoppt.

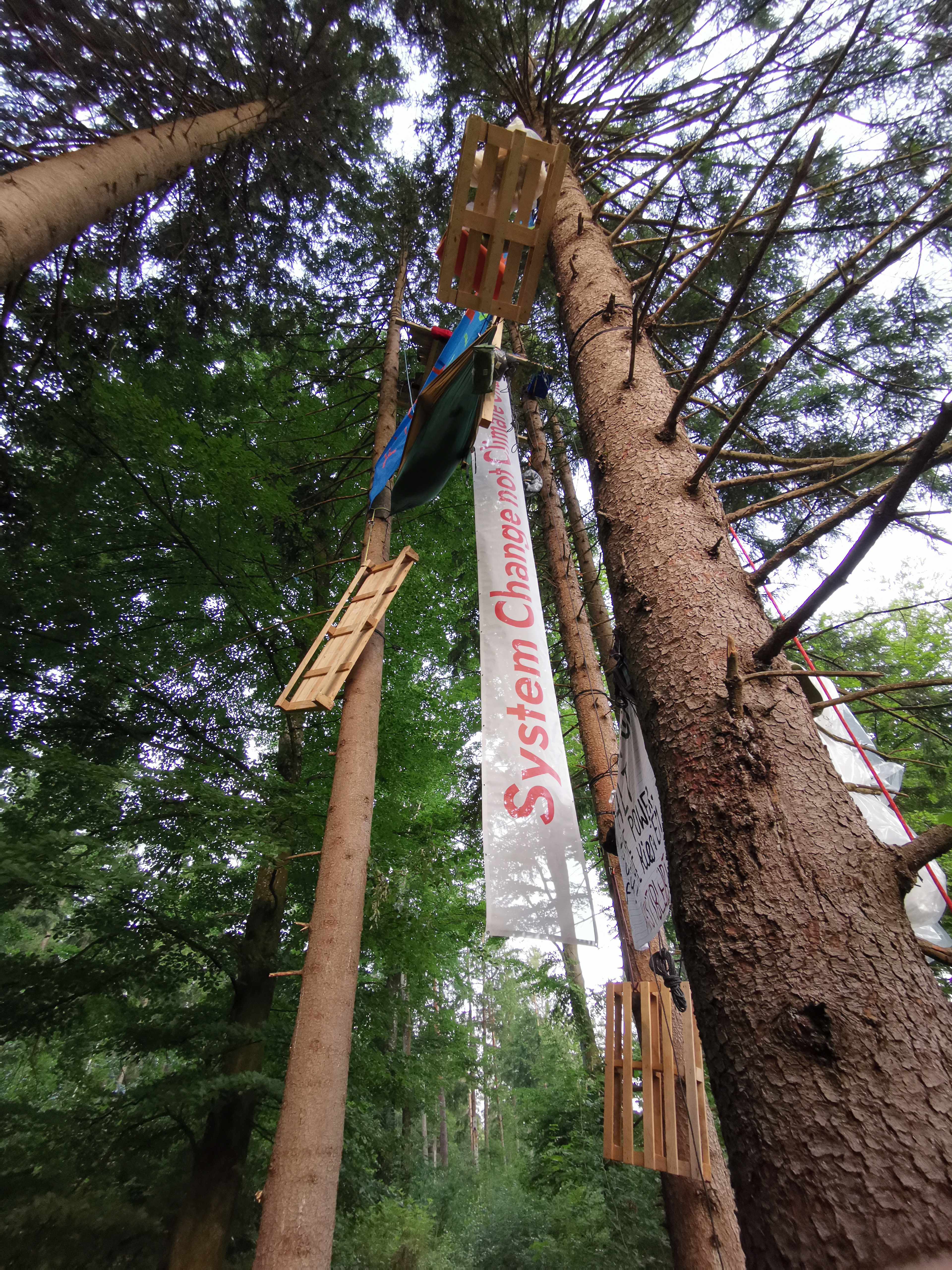
„Waldretter“ im Forst Kasten bei München 2021

- Am 25. Mai 2021[33] besetzten Aktivisten für drei Tage den Weingartenwald im Bodenseekreis, da dieser Wald teilweise für den Bau der B31-neu gerodet werden sollte. Die Aktion wurde selbstbestimmt und ohne Räumung der Polizei beendet.[34]

- Im Juni 2021 wurden im Forst Kasten bei München zweimal Baumhäuser gebaut und bereits nach kurzer Zeit wieder durch die Polizei geräumt;[35] diese Aktion diente dem Protest gegen die Rodung des aktuell geschützten Bannwalds für ein Kieswerk.
- Unter dem Motto „Dieti bleibt!“[36] sind seit Mitte 2021 im „Langmattenwäldchen“ im geplanten Neubaugebiet Freiburg-Dietenbach im südbadischen Breisgau mehrere Bäume besetzt. Der Protest richtet sich gegen die Rodung von ca. fünf Hektar Waldfläche für ein neues Baugebiet, obwohl im Vorfeld eines in diesem Zusammenhang angestrengten Bürgerentscheids von der Projektleitung Baumfällungen ausgeschlossen worden waren. Ende November 2021 dauerte die Baumbesetzung an und soll auch über den Winter fortgesetzt werden.[37]
- Im August 2021 entstanden in einem Wald im Dresdner Heidebogen bei Dresden unter der Bezeichnung „Heibo“ Plattformen an Bäumen. Die Waldbesetzung richtete sich gegen die Gefährdung des Grundwassers und den Klimawandel durch die geplante Rodung von 944 Hektar Wald für eine Kiesgrube. Medienberichten zufolge lebten bis zu 20 Menschen in den Bäumen.[38] Im Februar 2023 wurde das Camp von der Polizei geräumt.[39]
- Im September 2021 wurden im Fechenheimer Wald, genannt „Fecher“, am Rand von Frankfurt am Main Bäume besetzt. Die Aktion richtete sich gegen den Ausbau der A66 im Rahmen des Projekts „Riederwaldtunnel“,[40][41] wozu 2,2 Hektar Wald gerodet werden sollten. Die Baumhäuser wurden im Januar 2023 von der Polizei geräumt.[42]
- Seit Anfang Oktober 2021[43][44] hält auch die Bürgerinitiative „Rettet den Eichwald“[45] im ebenfalls südbadischen Müllheim im Markgräflerland mehrere Bäume besetzt: Hier richtet sich der Protest gegen die nach Auffassung der Bürgerinitiative vor Ort nicht nachhaltige und zeitgemäße Forstbewirtschaftung.[46]
- Anfang Oktober 2021 besetzten Aktivisten Bäume im Steinhauser Forst bei Halle (Westf.).[47] Die Aktion „Steini bleibt“ richtete sich gegen die geplante Rodung des Waldstücks auf dem Gelände der Firma Storck.[48] Eine erste Besetzung zur Verhinderung derselben Pläne war bereits im Februar 2021 erfolgreich.[49] Im Januar 2022 wurde der Wald geräumt und gerodet.[50]
- Im Juli 2022 wurde ein Wald in Wallenhorst bei Osnabrück besetzt („Waldi45“), um gegen den Weiterbau der Bundesautobahn 33 zur A1 („A33 Nord“) zu protestieren.[51][52]

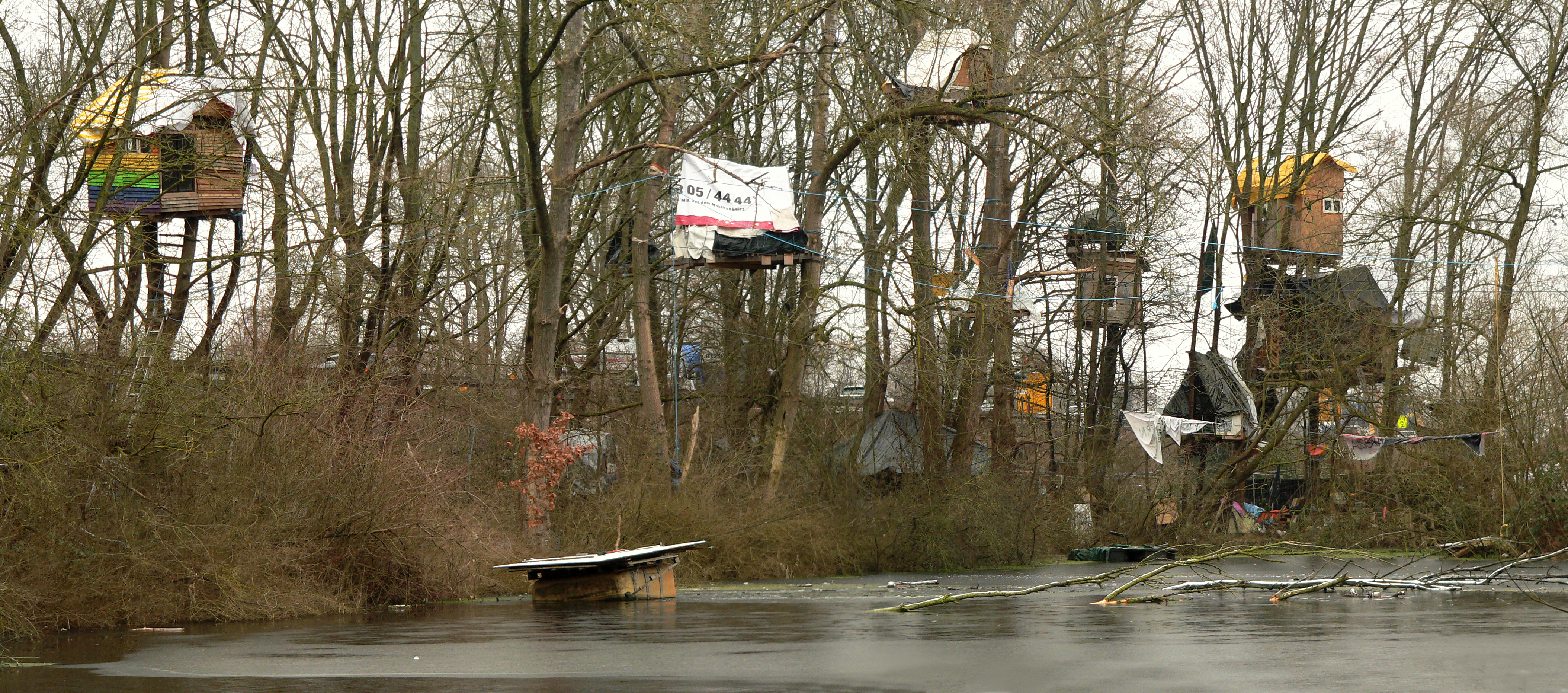
Baumhäuser des Camps „Tümpel-Town“ am Südschnellweg in Hannover

- Im Oktober 2022 richteten Aktivisten des Bündnisses Ende Gelände in Hannover ein Camp mit mehreren Baumhäusern ein, um Baumrodungen für den autobahnähnlichen Ausbau des Südschnellwegs in einem Niederungsgebiet zu verhindern. Im Januar 2024 räumte die Polizei das als „Tümpel-Town“ bezeichnete Camp mit 13 Baumhäusern.[53] Danach begann die Rodung des besetzen Waldstücks.[54]
- Umweltaktivisten besetzten im Februar 2024 ein Waldstück neben der Tesla Gigafactory Berlin-Brandenburg in Grünheide und errichteten Baumhäuser. Die Aktion richtet sich gegen die Erweiterung des Tesla-Geländes mit der Abholzung von Wald im Bereich der besetzten Fläche.[55]

### England
- Im Rahmen des Protests gegen eine Umgehung der A34 bei Berkshire, Newburry, wurden im Jahr 1996 Baumhäuser auf der geplanten Trasse errichtet. Der Widerstand gegen den Straßenbau und die Rodungen wurde unter anderem von den Friends of the Earth, dem Council for British Archaeology, Greenpeace UK, der Royal Society for the Protection of Birds, den Wildlife Trusts und dem World Wide Fund for Nature unterstützt. Der Polizeieinsatz gegen die Aktionen soll bis zu 12 Mio. Pfund gekostet haben.[56]

### Polen
- Ab Januar 2021 wurden im Bieszczady-Nationalpark im Süd-Osten Polens diverse Bäume besetzt.[57] Die Aktion des Kollektivs Wilczyce richtete sich gegen die geplante Rodung von 30 % des letzten Urwalds Europas. Am 8. August 2022 wurde die Besetzung unter dem Vorwand, nach russischen Soldaten und Drogen zu suchen, durch Grenzschutz und Polizei geräumt.[58]

### Schweden
- Während der Proteste gegen Baumfällungen an der Metrostation Kungsträdgården in Stockholm in Schweden, die als Slaget om almarna bekannt wurden, kam es im Mai 1971 ebenfalls zu Baumbesetzungen.[59][60]

### USA
- Am 22. Oktober 1969 besetzten Studenten der University of Texas at Austin dortige Zypressen um gegen die Erweiterung eines Footballstadions zu protestieren. Die Aktion wurde geräumt und ging als „Battle of Waller Creek“ in die Geschichte ein.[61]
- Die weltweit bekannteste und längste Baumbesetzung ging von der US-amerikanischen Umweltaktivistin Julia Butterfly Hill aus. Sie lebte ab dem 10. Dezember 1997 aus Protest gegen die Firma Pacific Lumber bis Anfang 2000 für 738 Tage auf einem Küstenmammutbaum (Redwood) in Kalifornien. Ihr Alltag spielte sich auf zwei verhältnismäßig kleinen Holzplattformen ab, die in etwa 60 Meter Höhe mit Seilen befestigt waren. Im zweiten Jahr ihrer Besetzung errichteten zwei Mitglieder der Umweltschutzorganisation Earth First!, welche die Baumbesetzung unterstützte, noch eine dritte Plattform. Diese befand sich nur in etwa 30 Metern Höhe und diente als Presse- und Besucherplattform. Julia Butterfly Hill benutzte Klettergurt und Seil für den Auf- und Abstieg und anfangs zwischen den Plattformen. Später bewegte sie sich in den Ästen der Baumkrone, wo sie die meiste Zeit verbrachte, ungesichert. Die Baumbesetzung des etwa 600 Jahre alten Redwoods verlief erfolgreich. Nach Verhandlungen erklärte sich der Chef von Pacific Lumber am 18. Dezember 1999 damit einverstanden, den Baum und ein Gebiet von 12.000 m² um ihn herum unter Schutz zu stellen.[62]

## Akteure
Die Aktionen werden von vielfältigen Bündnissen und Akteuren unterstützt, die größten in Deutschland sind derzeit:
- Robin Wood
- Greenpeace
- Alle Dörfer bleiben